# Claude Johnson
Claude Johnson est un acteur américain né le 17 mai 1938 en États-Unis.

## Filmographie
- 1962 : La Conquête de l'Ouest (How the West Was Won) : Jeremiah Rawlings
- 1963 : Papa's Delicate Condition : Norman
- 1970 : La Guerre des Bootleggers (The Moonshine War) de Richard Quine : Young Man
- 1971 : Columbo : Suitable for Framing (TV) : Policeman
- 1972 : Napoléon et Samantha (Napoleon and Samantha) : Gary
- 1972 : Night of Terror (TV) : Policeman
- 1974 : The Whiz Kid and the Mystery at Riverton (TV) : Mr. Fernald
- 1974 : 200 dollars plus les frais (TV) : Officer
- 1976 : The Macahans (TV) : Wounded Soldier
- 1977 : Ransom for Alice! (TV) : Sergeant Malloy
- 1983 : Space Raiders : Technician